# Roshan Bhondekar
Roshan Bhondekar (Tumsar, India, 30 de agosto de 1987) es un escritor, empresario y cineasta indio-español conocido por sus cortometrajes y libros de no ficción premiados.

## Carrera profesional
Bhondekar es autor de un libro de no ficción, Love-The Key to Optimism, y coautor de un libro llamado The Frame - An Art of Optism con Sahra Ardah. Ha escrito y dirigido dos proyectos cinematográficos en Envision Film Studio, Hausla aur Raste en 2018 y The Shoes en 2019. Hasta enero de 2017, fue vicepresidente de una ONG india llamada Hope India. En 2017, Bhondekar recibió una mención en el libro No Limits, escrito por John C. Maxwell (autor de superventas según New York Times). Es el fundador y director ejecutivo de Transcontinental Times, una empresa de medios con sede en España. En junio de 2020, Bhondekar fundó Transcontinental Times, una empresa de noticias con sede en Madrid, España, junto con su esposa, Sahra Ardah. En junio de 2021, Bhondekar fue nombrado por la Junta Directiva del Consejo Mundial de Objetivos de Desarrollo Sostenible de eYs para liderar la Junta Asesora de Asuntos Internacionales y Comunicaciones para lograr los 17 Objetivos de Desarrollo Sostenible de las Naciones Unidas para 2030.

## Libros
- Love - The Key To Optimism: Path Towards Happiness, 2015.[8]
- The Frame: An Art of Optimism, 2018.[9]

## Filmografía

### Cortometraje
- Hausla Aur Raste, 2018.[10]
- Tumoroso, 2018
- Fire in Rome, 2018
- The Shoes, 2019.[11]

- Active education, 2021.
- In My Mind, 2021.
- The neighbor, 2021.
- What I felt that day, 2021.

### Películas
- Confession (VII), 2019
- Residência em Risco , 2019
- The Cartel Queen, 2021
- The Last One, 2021

### Series de Televisión
- Life, (2021– ).
- Marcus in the VHS reality, (2021– ).

## Reconocimientos artísticos

### Premios
| Año  | Trabajo Nominado | Categoría                             | Premio                                 | Resultado | Notas                                                      | Ref.   |
| 2018 | Hausla Aur Raste | Cortometraje                          | Mejor Director de Cine por Primera Vez | Ganador   | Mediterranean Film Festival Cannes, Francia                | [ 12 ] |
| 2018 | Hausla Aur Raste | Cortometraje                          | Mención Especial del festival          | Ganador   | 7th Delhi Shorts International Film Festival, India        | [ 13 ] |
| 2019 | The Shoes        | Premio del Público                    | -                                      | Nominado  | F5: FPP Financial Focus FilmFest, Florida, EE. UU.         | [ 14 ] |
| 2019 | The Shoes        | Liberación, Justicia Social, Protesta | Premio de Reconocimiento               | Ganador   | Accolade Global Film Competition Award, San Diego, EE. UU. | [ 15 ] |
| 2019 | The Shoes        | XI Concurso de Cortos de RNE          | -                                      | Nominado  | XI Concurso de Cortos de RNE en RTVE, España               | [ 16 ] |
| 2020 | The Shoes        | Cortometraje                          | Mención Especial                       | Ganador   | Global Shorts Film Competition, Los Ángeles, EE. UU.       | [ 17 ] |